# بوكر
البوكر، هي مجموعة من ألعاب الورق التنافسية التي تعتمد على مقارنة البطاقات، حيث يراهن اللاعبون على اليد الأفضل وفقًا لقواعد اللعبة المحددة. تُلعب البوكر في جميع أنحاء العالم، مع اختلافات في القواعد بحسب المنطقة.
كانت تُلعب البوكر في أقدم أشكالها المعروفة باستخدام 20 ورقة فقط، أما اليوم فهي تُلعب عادة باستخدام مجموعة كاملة مكونة من 52 ورقة. ومع ذلك، في بعض الدول التي تكثر فيها "الحزم القصيرة"، قد تُلعب اللعبة بـ 32 أو 40 أو 48 ورقة فقط. تختلف ألعاب البوكر من حيث ترتيب الأوراق، وعدد الأوراق المستخدمة، وعدد الأوراق المكشوفة أو المخفية، وعدد الأوراق المشتركة بين اللاعبين، لكن جميعها تتضمن جولات واحدة أو أكثر من المراهنة.
آلية اللعب
في معظم نسخ البوكر الحديثة، تبدأ المراهنة بجولة تُفرض فيها رهانات أولية (مثل الرهان الإجباري أو الآنتي). بعدها، يراهن كل لاعب استنادًا إلى تقديره لقوة يده مقارنة بالآخرين. تُدار الجولة باتجاه عقارب الساعة، ويجب على كل لاعب في دوره إما:
- مساواة الرهان،
- أو الانسحاب والتخلي عن أي أموال راهن بها وخسارة مشاركته في اليد،
- أو رفع الرهان.

تنتهي الجولة عندما يكون جميع اللاعبين قد ساووا آخر رهان أو انسحبوا. وإذا انسحب جميع اللاعبين ما عدا لاعب واحد، يفوز هذا اللاعب بالمبلغ دون الحاجة إلى كشف أوراقه. أما إذا بقي أكثر من لاعب حتى الجولة النهائية، يتم إجراء مواجهة نهائية، يكشف فيها اللاعبون أوراقهم، ويفوز من يملك اليد الأقوى.
باستثناء الرهانات الأولية، لا يضع اللاعبون الأموال في "الوعاء" إلا إذا:
- كانوا يعتقدون أن لرهانهم قيمة متوقعة إيجابية،
- أو يراهنون بغرض الخداع كجزء من استراتيجية نفسية.

لذلك، رغم أن الحظ يلعب دورًا في نتيجة أي يد محددة، فإن النجاح على المدى الطويل يتوقف على مهارات اللاعب في الاحتمالات، وعلم النفس، ونظرية الألعاب.
ازدادت شعبية البوكر منذ مطلع القرن الحادي والعشرين، وانتقلت من كونها نشاطًا ترفيهيًا محدودًا بين الهواة إلى ظاهرة عالمية تجذب ملايين المشاركين والمشاهدين، خاصة عبر الإنترنت، مع ظهور لاعبين محترفين وبطولات تقدم جوائز تصل إلى ملايين الدولارات.

## التاريخ
أصول لعبة البوكر محل جدل بين المؤرخين، لكن العديد من الباحثين في تاريخ الألعاب يشيرون إلى اللعبة الفرنسية "بوك"، وكذلك اللعبة الإيرانية القديمة "آس-ناس" (A)، باعتبارهما من أبرز الألعاب التي ربما ألهمت نشأة البوكر. على سبيل المثال، كتب R. F. Foster في إصدار عام 1937 من كتاب Foster's Complete Hoyle أن:

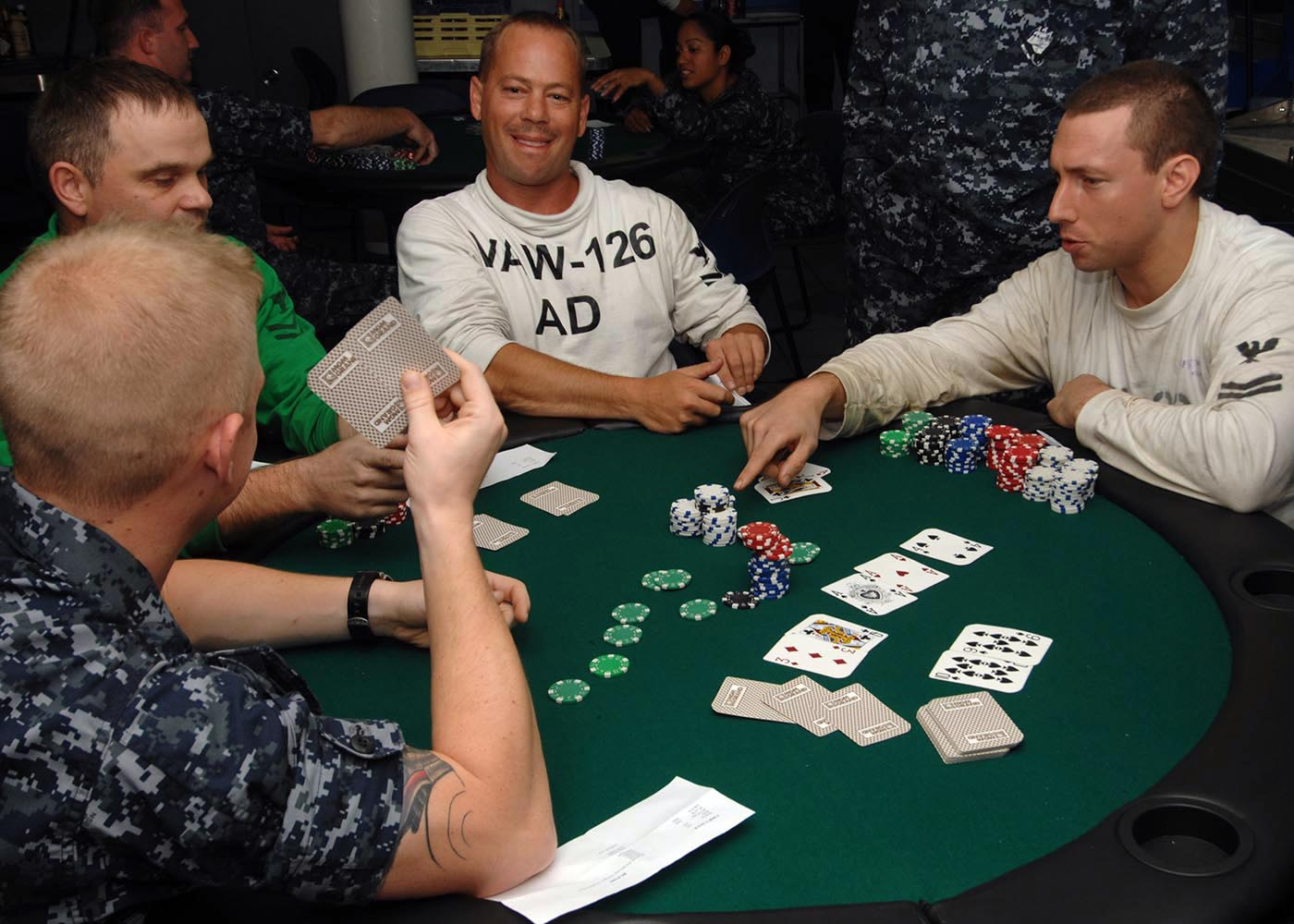
رجال يلعبون البوكر

"لعبة البوكر كما لُعبت لأول مرة في الولايات المتحدة — خمس أوراق لكل لاعب من حزمة مكونة من عشرين ورقة — هي بلا شك نفس لعبة آس-ناس الفارسية."
إلا أن هذه الفرضية بدأت تُقابل بالتشكيك في تسعينيات القرن العشرين من قِبل مؤرخي الألعاب، مثل ديفيد بارليت الذين رأوا أن البوكر تطورت في الولايات المتحدة بشكل مستقل. ما هو مؤكد تاريخيًا أن البوكر اكتسبت شعبيتها في جنوب الولايات المتحدة في أوائل القرن التاسع عشر، وخاصة على متن قوارب القمار في نهر المسيسيبي وحول مدينة نيو أورلينز في ثلاثينيات القرن التاسع عشر. ويُعتقد أن أول وصف موثق للعبة البوكر كان في عام 1829 على يد الممثل الإنجليزي جو كويل (Joe Cowell)، الذي شاهدها تُلعب على قارب بخاري. كانت اللعبة حينها تُلعب باستخدام 20 ورقة فقط، بترتيب من الآس (الأعلى) إلى العشرة (الأدنى).
لاحقًا، ظهرت نسخة "سبع أوراق ستد" في منتصف القرن التاسع عشر، وانتشرت بشكل واسع من خلال الجيش الأمريكي. بعد الحرب العالمية الثانية، أصبحت هذه النسخة شائعة في الكازينوهات، وازداد رواجها مع انطلاق سلسلة بطولات في سبعينيات القرن العشرين.
ثم ظهرت نسخ جديدة من البوكر مثل تكساس هولدم وغيرها من ألعاب الورق المشتركة  التي بدأت تسيطر على مشهد القمار خلال العقود التالية. وكان البث التلفزيوني للبطولات من أهم العوامل التي ساعدت على زيادة انتشار اللعبة في مطلع الألفية الجديدة، مما أدى إلى ما يُعرف بـ"طفرة البوكر" بين عامي 2003 و2006.
واليوم، أصبحت البوكر لعبة عالمية تُمارس على نطاق واسع، سواء في الكازينوهات أو على الإنترنت، وتستقطب ملايين اللاعبين والمشاهدين حول العالم.